# Wachstischtuch

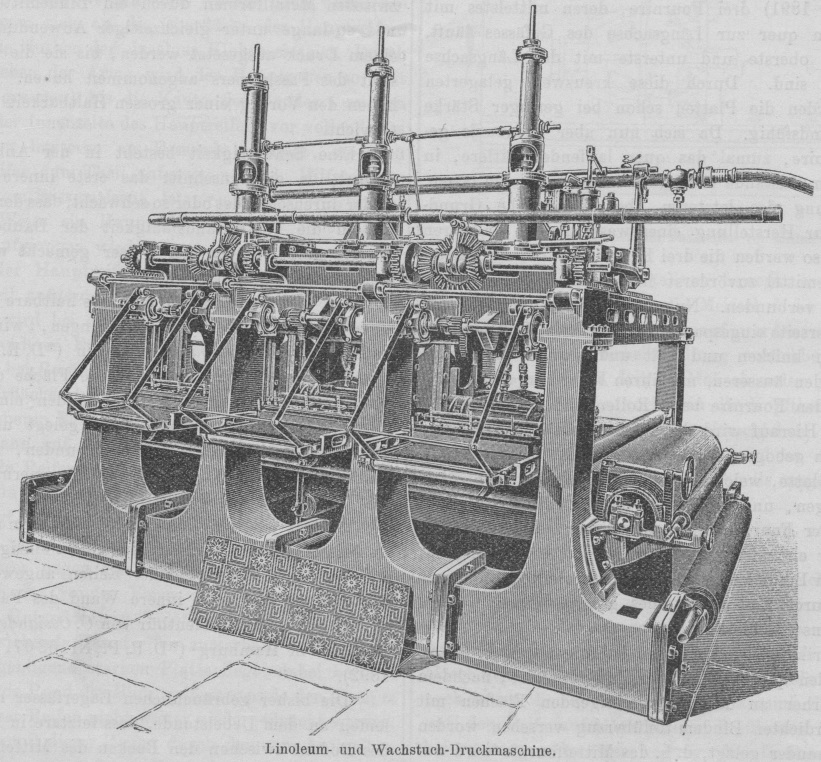
Linoleum- und Wachstuch-Druckmaschine von Thomas Dale in Kirkcaldy, Schottland

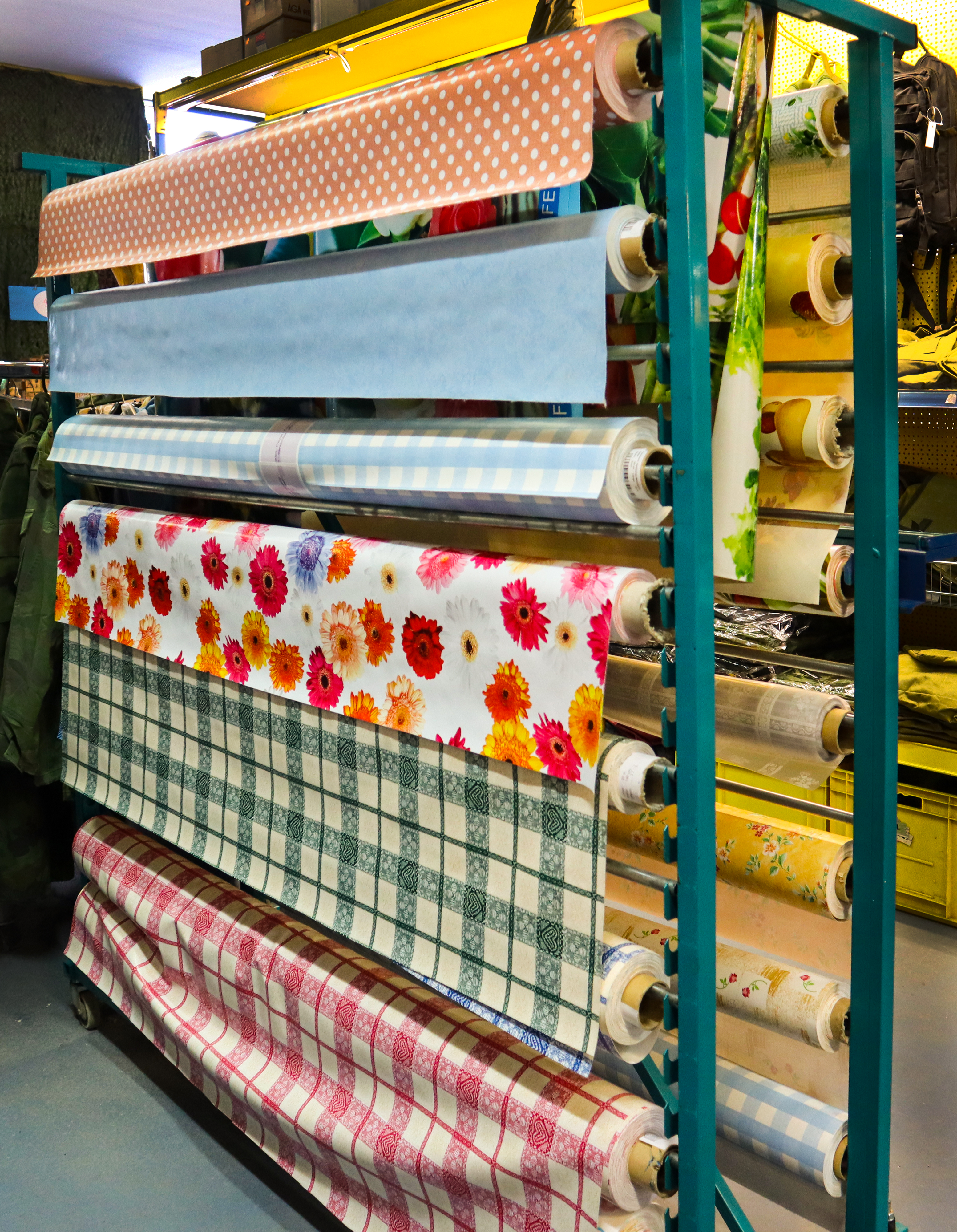
Wachstischtuchdecken als Meterware im Verkauf

Ein Wachstischtuch ist eine wasserabweisende, abwaschbare, rutschfeste Tischdecke, meist mit einem Baumwollfleece auf der Rückseite.
Wachstischtücher wurden historisch aus Wachstuch gefertigt, heute sind sie in der Regel mit Weich-PVC beschichtet und können Weichmacher enthalten. Die mit dem Öko-Tex 100 Gütezeichen „Textiles Vertrauen“ zertifizierten Wachstuchmaterialien sind schadstoffgeprüft und unterschreiten nachweislich die aufgestellten Grenzwerte für bestimmte gesundheitsgefährdende Schadstoffe. Wachstischtücher sind mit Schnittkante, Paspelband oder Borte erhältlich. Sie werden vor allem benutzt, wo es absehbar zu häufigen Flecken durch Speisen und Getränke kommt oder, wie zum Beispiel auf Gartentischen, sie der Witterung ausgesetzt sind.